# Soulier d'or belge 1955
Le Soulier d'or 1955 est un trophée individuel, récompensant le meilleur joueur du championnat de Belgique sur l'ensemble de l'année 1955. Ceci comprend donc à deux demi-saisons, la fin de la saison 1954-1955, de janvier à juin, et le début de la saison 1955-1956, de juillet à décembre.

## Lauréat
Il s'agit de la deuxième édition du trophée, remporté par l'arrière gauche du Lierse Fons Van Brandt. Rik Coppens, qui a remporté le trophée la saison précédente, ne peut pas le recevoir une deuxième fois. Ce règlement sera abandonné après quelques années, permettant à différents joueurs de remporter plusieurs fois le Soulier d'Or. De par ce fait, les deux favoris du trophée sont Victor Mees, le meneur de jeu de l'Antwerp et vainqueur de la Coupe de Belgique 1955, et Fons Van Brandt, le défenseur du Lierse.
Finalement, Van Brandt s'impose avec 14 points d'avance. Cette victoire est notamment due à sa sélection dans une équipe « continentale » pour affronter l'Angleterre à Belfast. Lors de ce match, il parvient à contenir la star anglaise Stanley Matthews, ce qui lui vaut notamment les éloges du journal français L'Équipe.

## Top 5
| Place | Joueur            | Nationalité | Club(s)        | Points |
| ----- | ----------------- | ----------- | -------------- | ------ |
| 1.    | Fons Van Brandt   |             | Lierse         | 131    |
| 2.    | Victor Mees       |             | Antwerp        | 117    |
| 3.    | Jef Mermans       |             | RSC Anderlecht | 82     |
| 4.    | Constant Huysmans |             | Beerschot      | 36     |
| 5.    | Alfons Dresen     |             | Lierse         | 23     |